# Серен Тенгстедт
Серен Естегор Тенгстедт (дан. Søren Østergaard Tengstedt, нар. 30 червня 2000, Нібе, Данія) — данський футболіст, нападник нідерландського клубу «Гоу Егед Іглз».

## Ігрова кар'єра

### Клубна
Серен Тенгстедт народився у містечку Нібе. Займатися футболом почав у місцевій команді, де тренером працював його батько. У віці 11 - ти років Серен переїхав до клубної академії «Ольборг». В день свого п'ятнадцятиріччя Тенгстедт підписав з клубом молодіжний контракт. Через травму хрестоподібної зв'язки влітку 2017 року футболіст вибув на рік з гри.
В червні 2019 року Тенгстеда було переведено до першої клманди клубу і підписано контракт до червня 2020 року. 22 вересня 2019 року у матчі чемпіонату країни проти «Норшелланна» Тенгстедт офіційно дебютував у першій команді «Ольборга». Влітку 2020 року нападник перейшов до «Орхуса», з яким підписав чотирирічний контракт. Вже в серпні в складі нової команди Серен грав у матчах Ліги Європи.
Вже через рік Тенгстедт перейшов до «Сількеборга», де провів три наступні сезони.
В січні 2024 року Тенгстедт перейшов до нідерландського «Гоу Егед Іглз», підписавши з клубом контракт до червня 2027 року. В сезоні 2024/25 в складі нової команди Тенгстедт став переможцем Кубка Нідерландів. Сам Серен у фінальному матчі забив один з голів у післяматчевій серії пенальті.

### Збірна
У 2020 році Серен Тенгстедт провів одну гру в складі молодіжної збірної Данії.

## Титули
Гоу Егед Іглз
 Переможець Кубка Нідерландів: 2024/25